# Takashi Ishiguro
Takashi Ishiguro (jap. 石黒峻士 Ishiguro Takashi; ur. 17 czerwca 1997) – japoński zapaśnik walczący w stylu wolnym. Zajął czternaste miejsce na mistrzostwach świata w 2022 roku. 
Ósmy na igrzyskach azjatyckich w 2022. Brązowy medalista mistrzostw Azji w 2021 i 2025. Trzeci w Pucharze Świata w 2018 i na akademickich MŚ w 2018. Mistrz Azji kadetów w 2014 roku.